# Vanessa James
Vanessa James (* 27. September 1987 in Scarborough, Ontario, Kanada) ist eine kanadisch-französische Eiskunstläuferin, die im Paarlauf startet. Sie ist die Europameisterin von 2019.

## Karriere
James errang mit ihrem Eiskunstlaufpartner Morgan Ciprès mit Bronze bei der Europameisterschaft 2017 in Ostrava ihre erste Medaille bei Europameisterschaften. Im Jahr darauf errang das Paar mit Bronze bei der Weltmeisterschaft in Mailand auch seine erste Medaille bei Weltmeisterschaften.
Bei der Europameisterschaft 2019 in Minsk wurden Vanessa James und Morgan Ciprès mit persönlichen Bestleistungen in allen Segmenten Europameister. Damit waren sie erst das zweite französische Eiskunstlaufpaar nach Andrée Brunet und Pierre Brunet 1932, dem das gelang, sowie seit 1958, als die Tschechoslowaken Věra Suchánková und Zdeněk Doležal gewannen, die ersten Europameister, die weder aus Russland noch aus Deutschland stammen.
Im Jahr 2020 erklärten Vanessa James und Morgan Ciprès gemeinsam ihren Rücktritt vom aktiven Wettkampf, nachdem die Staatsanwaltschaft Florida Ermittlungen gegen Ciprès wegen sexueller Belästigung einer minderjährigen Eiskunstläuferin aus seiner Trainingsgruppe aufgenommen hatte.
Zu Beginn der Saison 2021/22 gab James bekannt, dass sie mit ihrem neuen Eislaufpartner Eric Radford wieder in den Wettkampf einsteigen und mit ihm gemeinsam nun Kanada vertreten werde. Radford hatte 2018 seine erfolgreiche Wettkampf-Partnerschaft mit Meagan Duhamel beendet. Trotz ihrer jahrelangen internationalen Wettkampferfahrung starteten James und Radford als neues Paar zunächst in der ISU-Challenger-Serie. Sie nahmen am Autumn Classic International, in dem sie die Silbermedaille gewannen, sowie an der Finlandia Trophy und am Golden Spin of Zagreb teil, wo sie den 5. bzw. 4. Platz belegten. In derselben Saison nahmen sie auch an ihrer ersten gemeinsamen Grand-Prix-Serie teil und belegten bei Skate Canada und der Trophée Eric Bompard jeweils den 4. Platz. Bei den Olympischen Winterspielen 2022 erreichten sie den 12. Platz. Im Teamwettbewerb erreichten sie den 4. Platz in der Kür und insgesamt mit dem kanadischen Team den 4. Platz (vorläufiges Ergebnis). Bei den Eiskunstlauf-Weltmeisterschaften 2022 gewannen James und Radford die Bronzemedaille. Nach Saisonende gaben beide ihren Rückzug vom Wettbewerb bekannt.

## Ergebnisse

### Paarlauf
(mit Eric Radford für Kanada)
| Meisterschaft / Saison         | 2021/22 |
| ------------------------------ | ------- |
| Olympische Winterspiele        | 12.     |
| Olympische Winterspiele – Team | 4.      |
| Weltmeisterschaften            | 3.      |
| Grand-Prix-Serie / Saison      | 2021/22 |
| Skate Canada                   | 4.      |
| Trophée Eric Bompard           | 4.      |
| Challenger-Serie / Saison      | 2021/22 |
| Autumn Classic                 | 2.      |
| Finlandia Trophy               | 5.      |
| Golden Spin of Zagreb          | 4.      |

(mit Morgan Ciprès für Frankreich)
| Meisterschaft / Jahr           | 2012 | 2013 | 2014 | 2015 | 2016 | 2017 | 2018 | 2019 |
| ------------------------------ | ---- | ---- | ---- | ---- | ---- | ---- | ---- | ---- |
| Olympische Winterspiele        |      |      | 10.  |      |      |      | 5.   |      |
| Weltmeisterschaften            | 16.  | 8.   | 10.  | 9.   | 10.  | 8.   | 3.   |      |
| Europameisterschaften          | 6.   | 4.   | 5.   | 5.   | 4.   | 3.   | 4.   | 1.   |
| Französische Meisterschaften   | 2.   | 1.   | 1.   | 1.   | 1.   | 1.   | Z    | 1.   |
|                                |      |      |      |      |      |      |      |      |
| Grand-Prix-Wettbewerb / Saison | 2012 | 2013 | 2014 | 2015 | 2016 | 2017 | 2018 | 2019 |
| Grand-Prix-Finale              |      |      |      |      |      |      |      | 1.   |
| Skate Canada                   |      |      |      | 5.   |      |      | 3.   | 1.   |
| Skate America                  |      | 4.   | Z    |      |      | 4.   |      |      |
| NHK Trophy                     |      |      |      |      | 6.   |      |      |      |
| Trophée Eric Bompard           | 8.   | 6.   | 5.   | 5.   | 2.   | 3.   | 2.   | 1.   |